# مایکل
مایکل (به انگلیسی: Michael) یکی از اسم‌هایی است که بین انگلیسی‌زبانان به عنوان نام کوچک برای پسران به کار می‌رود. مایکل از زبان عبری: מִיכָאֵל / מיכאל (میخائیل) که خود از پرسش מי כמו אלוהים به معنی چه کسی مثل خداست؟ مایکل در انگلیسی گاهی به صورت کوتاه‌شدهٔ مایک، مایکی، و به ویژه در ایرلند به صورت میک به کار می‌رود.
همچنین در زبان عربی و در قرآن با نام میکائیل آمده‌است که جزو چهار فرشته مقرب خداوند نام برده شده‌است. (در کنار عزرائیل جبرئیل اسرافیل)